# Uomo di Marree

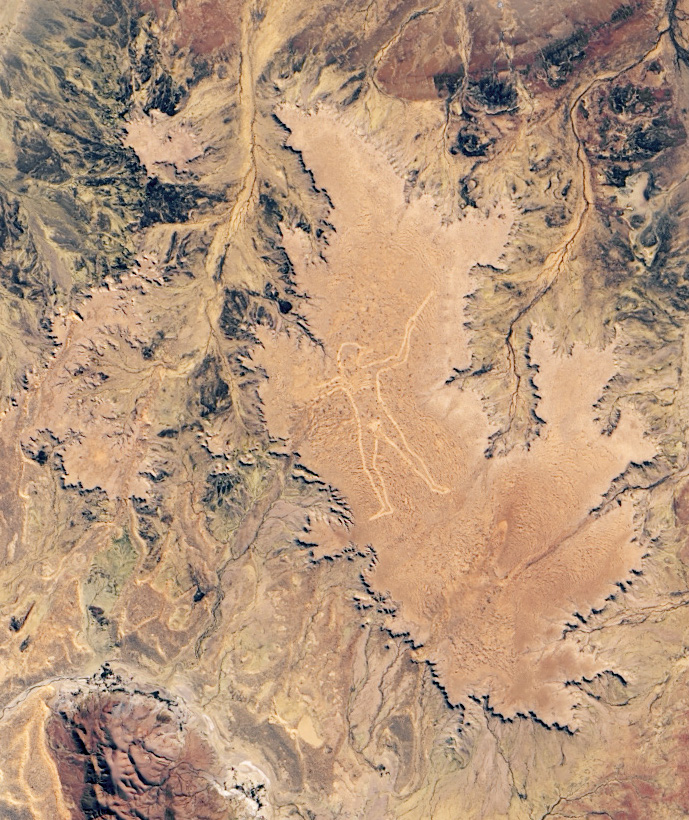
LUomo di Marree nell'Australia centrale. Fotografia scattata il 28 giugno 1998.

L'Uomo di Marree è un geoglifo scoperto il 26 giugno 1998 durante un volo aereo. La sua creazione è avvenuta tra il 27 maggio 1998 ed il giorno del suo primo avvistamento: infatti confrontando le immagini satellitari Landsat-5 della NASA, si è scoperto che sino al 27 maggio 1998 in quell'area desertica non vi era alcuna traccia di questo geoglifo.
Il geoglifo sembra raffigurare un indigeno australiano - molto probabilmente della tribù Pitjantjatjara - mentre caccia uccelli o wallaby (un tipo di marsupiale) con un piccolo giavellotto. Si trova su un pianoro a Finnis Springs, 60 km ad ovest della cittadina di Marree, nella parte centrale dell'Australia Meridionale. È stato notato che il profilo dell'indigeno corrisponde, al contrario, a quello della figura maschile del bronzo Cronide di Capo Artemisio.
La figura misura 2,7 km in altezza, con un perimetro di 28 km. Si tratta del più grande geoglifo conosciuto al mondo e si stima che ci siano volute dalle 4 alle 8 settimane per crearlo; nonostante ciò le sue origini rimangono misteriose, non essendovi testimoni che abbiano assistito ad alcuna parte dell'operazione di realizzazione. Al momento della scoperta, le linee della figura erano profonde 20–30 cm e larghe sino a 35 m. Anche se nella regione il clima è estremamente secco e arido, l'immagine si stava gradatamente erodendo per processi naturali per cui nell'agosto 2016 sono stati effettuati lavori per ridefinire il geoglifo utilizzando una motolivellatrice assistita dal GPS. Il lavoro ha portato a una sagoma chiaramente visibile dall'aria, corrispondente all'originale.